# Lisove, Dubrovîțea
Lisove (în ucraineană Лісове) este localitatea de reședință a comunei Lisove din raionul Dubrovîțea, regiunea Rivne, Ucraina.

## Demografie
Componența lingvistică a localității Lisove
     Ucraineană (98,58%)
     Rusă (1,22%)
     Alte limbi (0,2%)
Conform recensământului din 2001, majoritatea populației localității Lisove era vorbitoare de ucraineană (98,58%), existând în minoritate și vorbitori de rusă (1,22%).